# 基尔夏特
基尔夏特是德国巴登-符腾堡州的一个市镇。总面积21.50平方公里，总人口5432人，其中男性2770人，女性2662人（2011年12月31日），人口密度253人/平方公里。